# دانشنامه اسلام ترک
دانشنامه اسلام ترک (به ترکی استانبولی: İslâm Ansiklopedisi) (مخفف: İA) (ترجمه دایره‌المعارف اسلام) یک دایره‌المعارف دانشگاهی ترکی برای مطالعات اسلامی است که توسط ریاست امور دینی منتشر می‌شود

## ارتباط با دانشنامه اسلام
در ابتدا، در سال ۱۹۳۹، پیشنهاد شد که İA ترجمه‌ای از اولین دایره‌المعارف اسلام (EI1، ۱۹۱۳-۱۹۳۸) به زبان ترکی باشد، زیرا EI1 فقط به زبان‌های انگلیسی، فرانسوی و آلمانی معرفی شده بود.
با این حال، هنگام تهیه İlâm Ansiklopedisi بسیاری از مقالات EI1 مورد بازنگری، گسترش و اصلاح قرار گرفتند و در نهایت این اثر «هدف دوگانه اصلاح پژوهش‌های شرق‌شناسی و شرح سهم ترکیه در سنت اسلامی» را دنبال می‌کرد.
نتیجه این شد که İlâm Ansiklopedisi به اثری متشکل از ۱۵ جلد به جای پنج جلد پیشنهادی اولیه تبدیل شد. برخی از مقالات İA به نوبه خود در دومین دایره‌المعارف اسلام (EI2، ۱۹۶۰-۲۰۰۷) گنجانده شده‌اند و مقالات EI2 به بسیاری از مقالات İA اشاره دارند.

## ویراستارها
از سال ۱۹۶۶ تا ۱۹۸۷، سردبیر «اسلام آنسیکلوپدیسی» تحسین یازیجی، محقق ترک ادبیات فارسی، بود که شخصاً بیش از ۱۵۰ مقاله برای این اثر نوشت. سردبیر قبلی احمد آتش بود.